# Апоматокс
Апоматокс (енгл. Appomattox) град је у америчкој савезној држави Вирџинија. По попису становништва из 2010. у њему је живело 1.733 становника.
Национални историјски споменик је постао 1940, а национални историјски парк 1954. године.

## Демографија
Према попису становништва из 2010. у граду је живело 1.733 становника, што је 28 (1,6%) становника мање него 2000. године.
|                   | 2010.          | 2000.          |
| Укупно            | 1 733 (100,0%) | 1 761 (100,0%) |
| Белци             | 1 123 (64,80%) | 1 177 (66,84%) |
| Остали            | 532 (30,70%)   | 14 (0,795%)    |
| Афроамериканци    | 50 (2,885%)    | 566 (32,14%)   |
| Хиспаноамериканци | 25 (1,443%)    | 4 (0,227%)     |
| Азијати           | 3 (0,173%)     | 0 (0,000%)     |